# حسين كندي (ورغاهان)
حسین کندي (بالفارسية: حسین‌کندی) هي منطقة سكنية تقع في إيران في قسم ورغاهان الریفي. يقدر عدد سكانها بـ 90 نسمة .